# Тодор Попов (композитор)
Вижте пояснителната страница за други личности с името Тодор Попов.
Тодор Иванов Попов е български композитор и общественик.

## Биография
Роден е на 23 януари 1921 г. в Дряново. Завършва Държавната музикална академия през 1949 г., където преподаватели по композиция са му Парашкев Хаджиев, Веселин Стоянов, Марин Големинов и Панчо Владигеров. Пише част от произведенията си специално за хор „Бодра смяна“ с диригенти Бончо Бочев и Лиляна Бочева, Детски хор на БНР с диригент Христо Недялков.
Обществена дейност Тодор Попов изпълнява като секретар на Съюза на българските композитори в периода 1962 – 1965 г., като главен секретар на творческото обединение на българските композитори и като народен представител в IX народно събрание.
През 50-те години на XX в. става популярен с песните „Утро над Родината“, („Свири, хармонико“ по текст на Веселин Ханчев) и „Напиши писмо на граничаря“ (по текст на Иван Радоев), а по-късно с фолклорните си аранжименти като песните "Откак се е, мила моя майно льо, зора зазорила…” и ”Стара се майка ни ложе”. Често изпълнявани са хоровите му произведения “Хорал (по текст на Димчо Дебелянов), „Градини в цвят“ (текст на Младен Исаев), „Младежка пролетна“ (текст на Иван Радоев).
Умира на 2 февруари 2000 г. в София.

## Памет
На Тодор Попов е наречена улица в квартал „Манастирски ливади“ в София (Карта).